# Lorcan Allen
Lorcan Allen (* 27. März 1940) ist ein ehemaliger irischer Politiker der Fianna Fáil, der zwischen 1961 und 1982 Mitglied des Unterhauses (Dáil Éireann) war und zweimal als Staatsminister im Landwirtschaftsministerium fungierte.

## Leben

### Abgeordneter und Staatsminister
Allen war der Sohn des Fianna Fáil-Politikers Denis Allen, der von 1927 bis 1933 sowie erneut von 1936 bis zu seinem Tod am 29. März 1961 Mitglied des Dáil Éireann war. Er selbst war zunächst wie sein Vater als Landwirt tätig und wurde als Kandidat der Fianna Fáil bei den Wahlen vom 4. Oktober 1961 im Alter von gerade 21 Jahren 6 Monaten als Nachfolger seines verstorbenen Vaters erstmals zum Mitglied des Dáil Éireann gewählt. In diesem vertrat er nach seinen Wiederwahlen am 7. April 1965, 18. Juni 1969, 28. Februar 1973, 16. Juni 1977, 11. Juni 1981 und am 18. Februar 1982 bis zu seiner Niederlage bei den Wahlen am 24. November 1982 den Wahlkreis Wexford.
Am 13. Dezember 1979 übernahm Allen erstmals ein Regierungsamt, als er vom neuen Premierminister (Taoiseach) Charles J. Haughey, den er zuvor bei dessen Kandidatur zum Vorsitzender der Fianna Fáil unterstützt hatte, zum Staatsminister im Landwirtschaftsministerium berufen wurde. Dieses Amt bekleidete er bis zum Ende von Haugheys erster Amtszeit am 30. Juni 1981. Die Funktion des Staatsministers im Landwirtschaftsministerium bekleidete er abermals in der zweiten Regierung Haugheys zwischen dem 23. März und dem 14. Dezember 1982.

### Kommunalpolitiker und politische Kontroversen
Nach seinem Ausscheiden aus Unterhaus und Regierung war Allen als Auktionator tätig und betrieb das Versteigerungsunternehmen Allen and Kenny Ltd. Bei den Wahlen vom 17. Februar 1987 und 15. Juni 1989 kandidierte er ohne Erfolg für den Wiedereinzug in das Unterhaus. Später engagierte er sich in der Lokal- und Kommunalpolitik und wurde bei den Grafschaftswahlen am 20. Juni 1985, 27. Juni 1991, 10. Juni 1999 und 11. Juni 2004 jeweils als Vertreter von Gorey zum Mitglied des Rates des County Wexford (Wexford County Council) gewählt. Darüber hinaus wurde er bei den Wahlen vom 10. Juni 1999 und 11. Juni 2004 jeweils zum Mitglied des neunköpfigen Gemeinderates von Gorey gewählt. Nachdem nach der Grafschaftswahl 2004 bekannt wurde, dass er gefälschte Wahlwerbung mit der Unterschrift des damaligen Premierministers Bertie Ahern genutzt und sich damit einen Vorteil vor Mitbewerbern verschafft hatte, wurde im Juli 2004 seine Parteimitgliedschaft für die Dauer von einem Jahr bis 2005 suspendiert.
2006 bemühte sich Allen um eine erneute Nominierung als Kandidat seiner Partei bei den Wahlen zum Dáil Éireann am 24. Mai 2007, unterlag aber dem damaligen Wahlkreisinhaber der Fianna Fáil John Browne. Im Oktober 2006 kam es erneut zu einer Kontroverse aufgrund von Allens politischen Aktivitäten, nachdem bekannt wurde, dass er als Vorsitzender eines Ausschusses des County Council maßgeblich an der Bewertung der Kaufpreise von Grundstücken in Gorey beteiligt war. Zu dem neu bewerteten Gebiet gehörten dabei auch Grundstücke in einer Größe von 15,4 Hektar, die der Familie Allens gehörten und durch die Neubewertung im Wert auf 36 Millionen Euro stiegen. Bereits fünf Jahre zuvor kam es zu einer grundsätzlichen Kritik an der Neuaufteilung des Stadtgebietes.
Bei den Grafschaftswahlen vom 5. Juni 2009 belegte er mit 1.246 Stimmen lediglich den sechsten Platz bei den fünf zu vergebenden Plätzen für Gorey im County Council Wexford und schied damit aus dem Gremium aus.